# Élections du Conseil d'État de Ceylan de 1936
Les élections du Conseil d'État de Ceylan de 1936 ont eu lieu au Ceylan britannique, dans l'actuel Sri Lanka, entre le 22 février 1936 et le 7 mars 1936

## Contexte historique
Le pouvoir législatif était représenté par un Conseil législatif entre 1833 à 1931. Il a été retiré par la Constitution Donoughmore, pour être remplacé par un Conseil d'État.
Le premier Conseil d'État a été dissous le 7 décembre 1935 et les candidatures ont eu lieu le 15 janvier 1936 . 
Sept circonscriptions n'ont eu qu'une seule nomination chacune et, par conséquent, les candidats ont été élus sans vote. Les élections dans les 41 circonscriptions restantes ont eu lieu entre le 22 février et le 7 mars 1936.